# Sentxa
El sentxa (en japonès: 煎茶) és un te verd japonès de fulles enrotllades, el més popular del Japó. El te sense moldre es va agafar de la Xina després del matxa. Algunes varietats s'estenen quan es remullen fins a semblar brots en olor, aparença i sabor.
Sencha en japonès significa literalment 'te cuit', però el procés de fabricació difereix del dels tes verds xinesos, que al començament es torren en una paella. El te verd japonès es cou primer uns 15-45 segons per evitar l'oxidació de les fulles. Aleshores s'enrotllen, amb la tradicional forma cilíndrica, i s'assequen. En acabar, després de l'assecat, les fulles es torren per conservar-les i donar-hi sabor.
El pas de cocció al vapor inicial dona un sabor diferent al te japonès respecte del xinès, ja que el japonès té un sabor més vegetal, gairebé d'herba. Les infusions de sencha i d'altres tes verds vaporitzats (com la majoria dels tes verds japonesos) tenen també un color més verd i un sabor lleugerament més amarg que els tes verds xinesos. El sencha és un te molt popular al Japó, s'acostuma a prendre calent durant els mesos més freds i normalment es refreda als mesos d'estiu.